# Alfred Joubaire
Alfred Joubaire, né le 21 janvier 1895 à Sablé dans la Sarthe et mort pour la France à Vaux-devant-Damloup dans le département de la Meuse le 2 juin 1916, est un écrivain français du XXe siècle. Son nom est inscrit au Panthéon parmi les 560 écrivains morts pour la France pendant la Première Guerre mondiale.

## Biographie
Alfred Marie Théophile Joubaire, né le 21 janvier 1895 à Sablé-sur-Sarthe, est le fils d'Alfred François Joseph Joubaire (1858-1926), percepteur et de Louise Marie Joséphine Emmanuelle Derré (1865-).
Il fait ses études au lycée de La Rochelle puis au lycée Ambroise Paré à Laval où habitent ses parents, puis part étudier à la faculté de droit de Rennes.
Il devance l'appel et s'engage en octobre 1913 au 124e régiment d'infanterie à Laval. Nommé caporal en mars 1914, il part avec son régiment dès le début de la guerre. Blessé lors de l'attaque du Mont-devant-Sassey à la fin du mois d'août, il est promu sergent secrétaire du colonel en septembre 1914.
En février 1915, il est de nouveau blessé à la jambe à Suippes et évacué à l'hôpital militaire temporaire de Montargis, ce qui lui vaut une citation à l'ordre du corps d'armée : « A suivi son chef qui entrainait des compagnies à l'assaut et a été blessé ». Il reste au dépôt à Laval jusqu'à la fin de septembre et retourne au front avec le grade d'adjudant.
En décembre 1915, il écrit à ses parents : « Je ne croyais pas que l'on ne pût souffrir pareillement sans en mourir ! Nous avons vécu pendant huit jours dans la boue et dans l'eau jusqu'au ventre, pendant qu'éternellement, sans s'arrêter la pluie nous tombait sur la tête, sans un abri où se mettre ; pas une minute de sommeil, nous étions enlisés dans les boyaux, et un jour nous avons mis quatre heures pour parcourir 500 mètres. Le spectacle était navrant, j'ai vu des hommes dans la force de l'âge cependant, pleurer de douleur, suppliant qu'on les achève à coups de fusil. […] L'enfer ne doit pas être plus terrible; si vous aviez vu revenir les hommes des tranchées, livides, pleins de boue, courbés en deux, ne pouvant plus lever les pieds, vous auriez dit des fantômes sortis de leur tombeau ».
Nommé sous-lieutenant en avril 1916 à la 4e compagnie du 124e régiment d'infanterie, il est mortellement blessé aux deux jambes, le 2 juin 1916, par l'explosion d'un obus dans la tranchée où il se trouve, au Bois-Fumin à Vaux-devant-Damloup ,. La citation qui accompagne sa distinction dans l'ordre de la Légion d'honneur précise : « le 2 juin 1916, blessé grièvement dans sa tranchée soumise à un bombardement violent d'obus de gros calibre, n'a cessé un seul instant d'encourager ses hommes et d'exalter leur moral. Est mort glorieusement à son poste de combat ».
Avant un assaut, il avait écrit dans son carnet : « L'heure du sacrifice approche, elle est imminente. Heureux, rempli d'enthousiasme, je vais entrer clans la fournaise et, s'il faut succomber, je mourrai en souriant, deux noms sur mes lèvres : « France ! Maman ! »
La dernière lettre qu'il envoie à sa famille montre encore qu'il s'attend à mourir : « Puissiez-vous ne jamais recevoir cette lettre, car le jour où vous la lirez, votre Fred qui vous a tant aimé sera tombé pour la France. […] Ne pleurez pas, votre Fred est heureux. Il est mort pour la patrie : c'est le sort le plus beau. Votre Fred est heureux… Merci, mon cher papa et ma chère petite maman, de toutes les bontés que vous avez eues pour moi ! Merci de l'éducation forte et chrétienne que vous m'avez donnée et qui m'a permis de supporter les plus dures épreuves, de surmonter les plus affreuses souffrances ! Merci ! Merci ! Si quelquefois je vous ai fait du mal, du chagrin, pardonnez- moi; oubliez-le. Au revoir, mon cher papa et ma chère maman. Au revoir, mes chères petites sœurs, mes frères bien-aimés. Toi, Jean, qui as l'honneur d'être soldat, venge-moi un jour. Je vous couvre de baisers. Au revoir. A bientôt ».
Il est inhumé à la nécropole nationale de Douaumont (tombe 5349).

## Œuvres principales: son carnet de route
- Pour la France : carnet de route d'un fantassin, avec une préface de Fortunat Strowski et une notice d'Émile Sinoir, Perrin, 285 p., 1917

Jean Norton Cru compte l'ouvrage d'Alfred Joubaire parmi les assez bons témoignages (catégorie III) dans Témoins, son étude extensive sur les écrits des combattants de la Grande Guerre.

## Distinctions
- Chevalier de la Légion d'honneur, à titre posthume, décret du 17 avril 1920[13]
- 1918 : Académie française - prix Montyon pour Pour la France - carnet de route d’un fantassin[14]
- 1918 : Société des gens de lettres - prix médaille Lya Berger[15]

## Hommages
- Le nom d'Alfred Joubaire est inscrit au Panthéon dans la liste des 560 écrivains morts pour la France[16].
- Son nom figure sur les plaques commémoratives du lycée Ambroise Paré et du stade à Laval, de la faculté de droit de Rennes, et sur le monument aux morts de Sablé-sur-Sarthe[17].
- Le 29 mai 2016, lors de la cérémonie du centenaire de la bataille de Verdun à la nécropole nationale de Douaumont, la chancelière allemande Angela Merkel débute son discours par un hommage à Alfred Joubaire : « Le lieutenant français Alfred Joubaire était à peine plus âgé que vous lorsque, il y a cent ans, il était couché non loin d’ici au fond d’une tranchée. À son journal il a confié que « même l’enfer ne peut être aussi horrible ». Ces mots étaient une tentative d’exprimer l’atrocité de la guerre, la tentative d’un jeune homme qui avait normalement toute la vie devant lui. Et pourtant, peu de temps après, Alfred Joubaire était mort. Il est l’une des innombrables victimes de Verdun »[18].